# Wladimir Nikolajewitsch Nikolajew

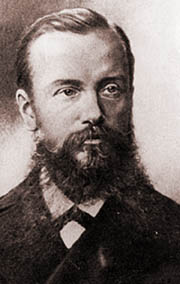
Wladimir Nikolajew

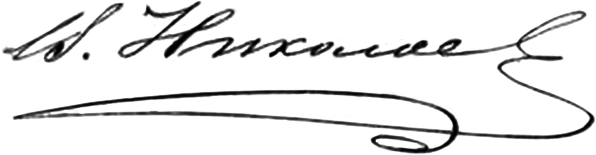
Unterschrift von Wladimir Nikolajew

Wladimir Nikolajewitsch Nikolajew (russisch Владимир Николаевич Николаев, * 19. Februarjul. / 3. März 1847greg. in Zarskoje Selo; † 11. Novemberjul. / 24. November 1911greg. in Kiew) war ein herausragender russischer Architekt, der in Kiew, der heutigen Hauptstadt der Ukraine, wirkte. Er gilt als ein typischer Vertreter des architektonischen Eklektizismus.

## Leben
Er studierte an der Sankt Petersburger Akademie der Künste, wo er 1871 graduierte. Nachdem er einige Monate als Architekt in der Hauptstadt zugebracht hatte, erhielt er im Mai 1872 ein Angebot, in Kiew zu arbeiten, dem er nachkahm. In Kiew brachte er es bereits 1873 bis zum Stadtarchitekten, weiterhin zum Mitglied des Stadtrats, zum Vorsitzenden der Kiewer literarischen und künstlerischen Gesellschaft und der Architekturabteilung des Kiewer Filiale der Kaiserlich Russischen Technischen Gesellschaft. Überdies war er der Gründer und ständiger Direktor der im Jahr 1901 gegründeten Kiewer Kunstschule.
In den nahezu vierzig Jahren seiner Architektentätigkeit in Kiew errichtete er drei Denkmale, 18 Kirchen, 27 öffentliche Gebäude und Hunderte von Privathäusern.
Er starb im Alter von 64 Jahren am 24. November 1911 in Kiew und wurde bei Askolds Grab in Kiew beerdigt.

## Werk
Beispiele seiner Arbeit sind das Bohdan-Chmelnyzkyj-Denkmal, die Nationale Philharmonie der Ukraine, die Villa Liebermann, das Schokoladenhaus, das  Refektorium der Kirche des Kiewer Höhlenklosters, das Frauenkloster Mariä Schutz und Fürbitte, das heutige Nationaltheater des russischen Dramas Lessja-Ukrajinka und der jüdische Friedhof Lukjaniwskyj in Kiew.

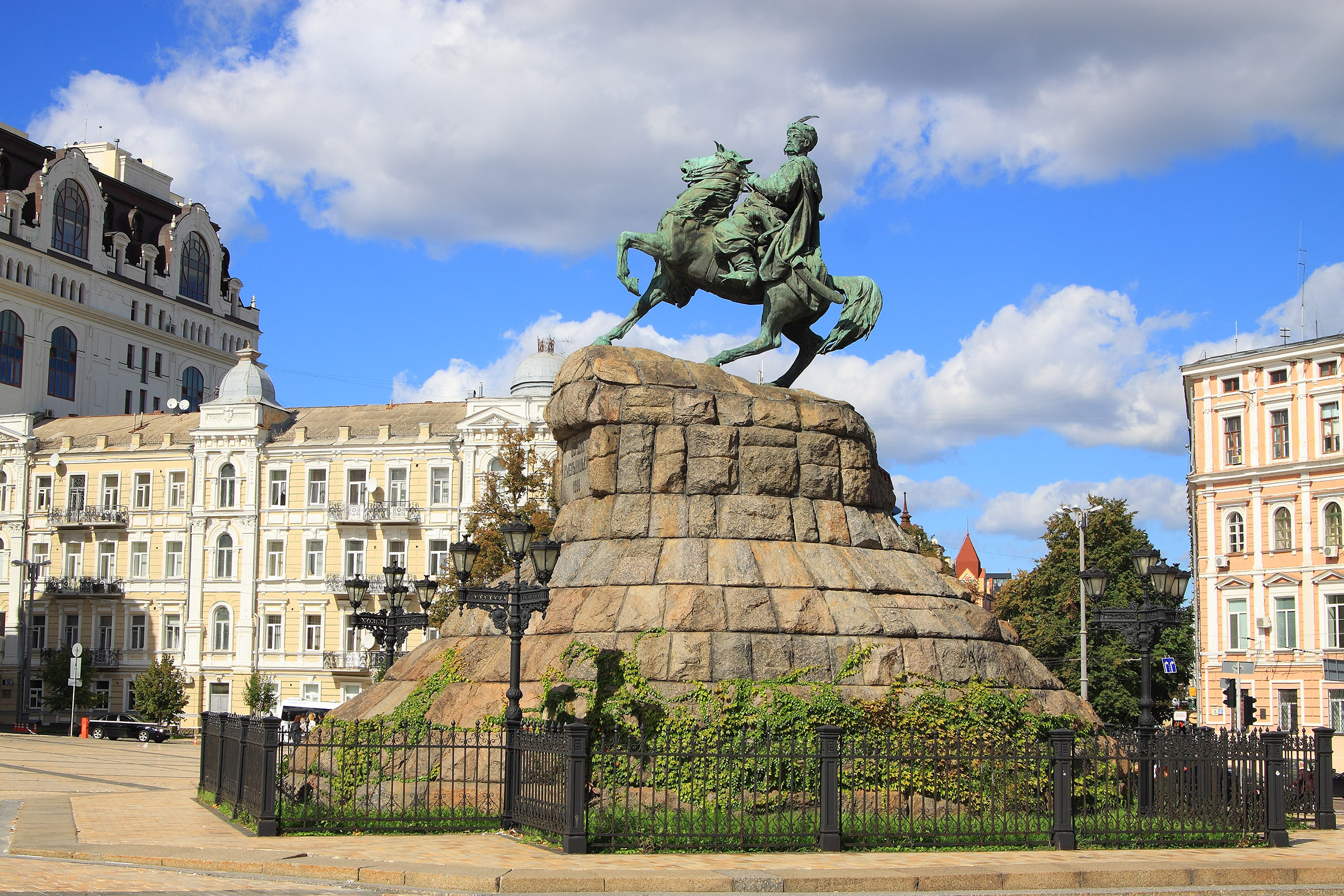
Bohdan-Chmelnyzkyj-Denkmal
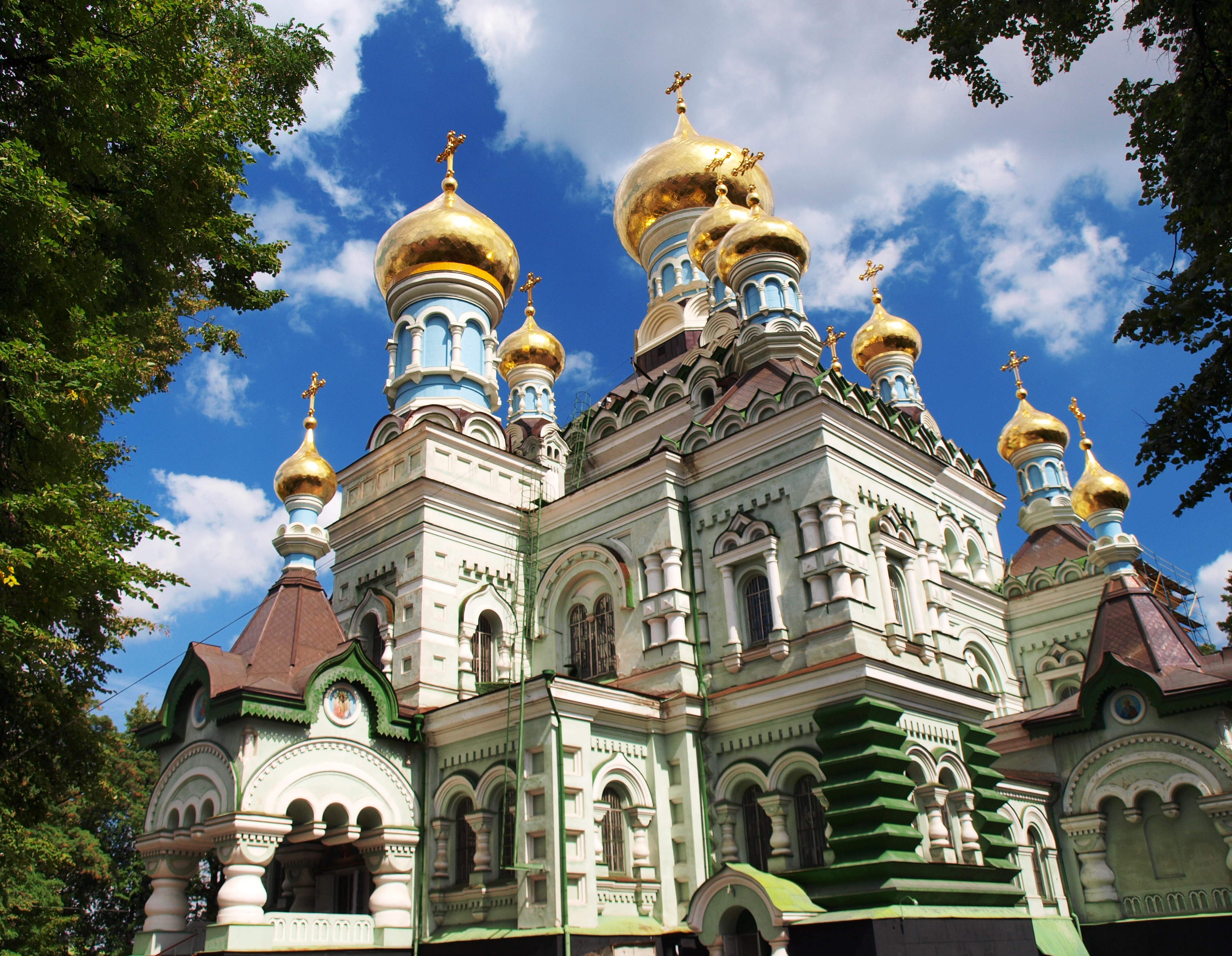
Heilige-Nikolaus-Kathedrale des Klosters Mariä Schutz und Fürbitte
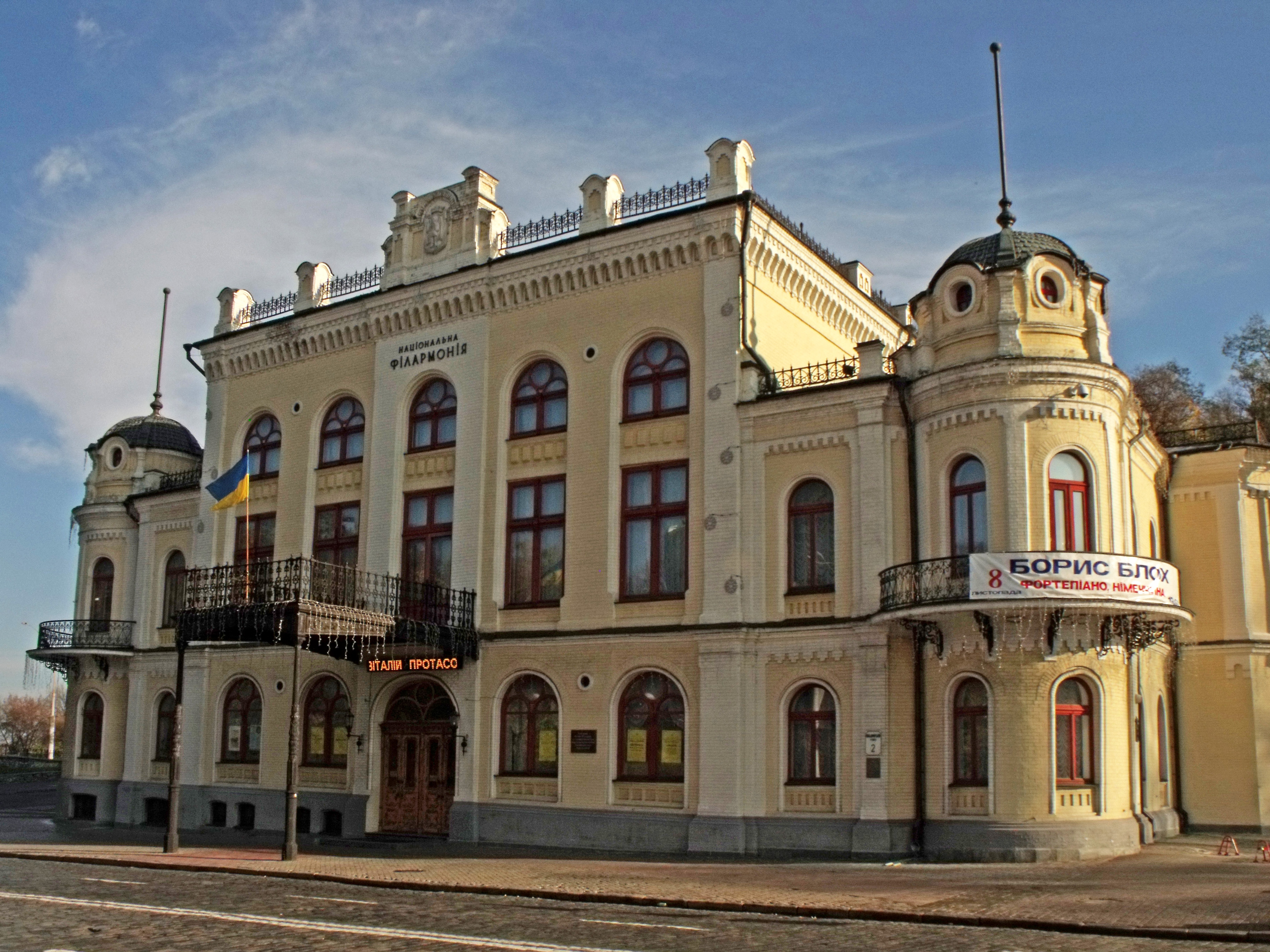
Nationale Philharmonie der Ukraine
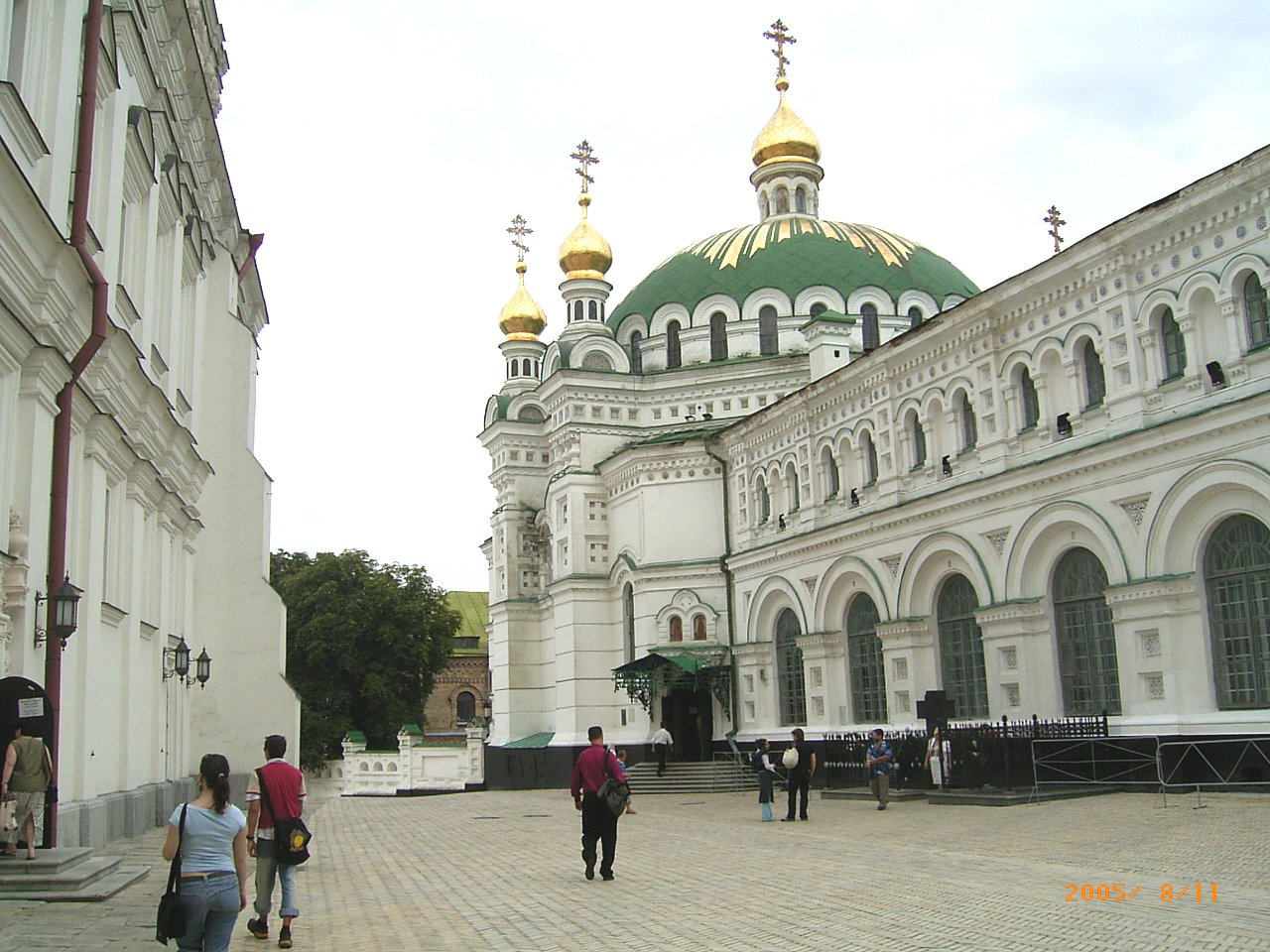
Refektorium Kirche des Kiewer Höhlenkloster
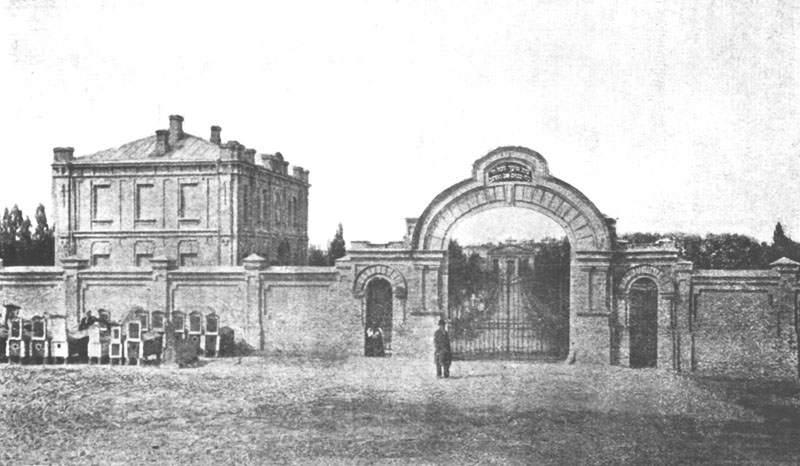
jüd. Friedhof Lukjaniwskyj